# باغبان (فیلم ۲۰۲۵)
باغبان (به انگلیسی: The Gardener) یک فیلم کمدی اکشن فرانسوی محصول سال ۲۰۲۵ به کارگردانی داوید شارون با بازی ژان-کلود ون دام، ناول مدنی، ژروم لو بنر و مایکل یون است. سرژ (مایکل یون) یک راز دولتی دارد. او، خانواده‌اش و باغبان لئو (ژان-کلود ون دام) در فهرست مرگ دولت ظاهر می‌شوند. آنها سعی می‌کنند برنامه‌ای برای زنده ماندن طراحی کنند.

## داستان
هر سال، نخست‌وزیر سازماندهی می‌کند تا افراد مختلفی را که تهدیدی برای منافع دولت محسوب می‌شوند، حذف کند. سرژ شوستر، یکی از مقامات ارشد با ریاست جمهوری، به‌طور غیرمنتظره‌ای درگیر نقشه‌ای شوم می‌شود که او را به عنوان یک هدف مشخص می‌کند. در مواجهه با مرگ اجتناب ناپذیر و راز خطرناکی که خانواده‌اش را در معرض خطر قرار می‌دهد، سرژ، همسرش و فرزندانشان باید به یک نجات دهنده بعید اعتماد کنند: باغبان مرموز خودشان، لئو.

## ساخت
در اوایل سال ۲۰۲۴، دیوید شارون به‌طور رسمی توسعه این فیلم را اعلام کرد. این پروژه با نقش اصلی ژان کلود ون دام راه اندازی شد، که نشان دهنده دیدار مجدد با شارون پس از همکاری آنها در آخرین مزدور (۲۰۲۱) بود.
فیلمبرداری در فرانسه و بلژیک انجام شد و در آوریل ۲۰۲۴ به پایان رسید. بعداً در همان سال، اعلام شد که بلو فاکس اینترتینمنت حقوق توزیع فیلم را در آمریکای شمالی به دست آورده است، در حالی که آمازون پرایم ویدئو حقوق توزیع را برای فرانسه و چندین کشور اروپای شرقی تضمین می‌کند. در نوامبر ۲۰۲۴، قراردادهای توزیع اضافی تأیید شد.

## بازخوردها
- دلروماینزیکا از فیلم به دلیل خط داستانی ضعیفش انتقاد کرد و همچنین از بازیگران و شخصیت‌ها ابراز ناامیدی کرد. او همچنین صحنه‌های اکشن را ضعیف توصیف کرد. در نهایت، او امتیاز ۲ از ۱۰ را به فیلم داد.[۶]
- میشل والنتین از پاریزین به این فیلم امتیاز ۲ از ۵ ستاره داد و آن را یک شکست توصیف کرد. او نوشت: "متاسفانه، بازی ژان کلود ون دم پاسخ چندانی به کیفیت فیلم نمی‌دهد، زیرا او سال‌های نوری با نقش‌های موفقش در بانسر (۲۰۱۸) یا آخرین مزدور (۲۰۲۱) فاصله دارد. در بهترین حالت، به ویژه در صحنه‌های اکشن، غیر قابل بیان است، که حرکت ضعیف، بسیار پراکنده و بد ویرایش شده‌اند.»[۷]